# Erling Andresen
Erling Andresen, med dæknavnet Lund (13. juli 1917 – 1. december 2006) var en dansk frihedskæmper, afdelingsleder i BOPA og senere advokat.
Andresen voksede op i Lyngby og blev tidligt politisk vakt. I 1932 hørte han Aksel Larsen tale i Lyngby, og selvom han aldrig blev kommunist, påvirkede talen ham i forhold til studievalg. Efter at han i 1935 var blevet student, begyndte han på jurastudiet med den ambition at blive forsvarsadvokat. Fra 1936 var Andresen aktiv i den antinazistiske og kulturradikale bevægelse Frisindet Kulturkamp, og han så det derfor som en pligt at kæmpe, da Danmark blev besat. I 1943 blev han cand. jur. og blev ansat først i Statsadvokaturen, dernæst var august som politifuldmægtig ved Københavns Politi.
På dette tidspunkt var hans bror Øjvind Feldsted Andresen involveret i BOPA som sabotør, og på broderens opfordring begyndte Erling Andresen at forsyne BOPA med oplysninger fra Statsadvokatens kontor. Modtageren af oplysningerne var Knud Børge Jensen ("Spræng-Smith"). I januar 1944 mødte Andresen den nye leder af BOPA, Børge Thing ("Brandt"), som var blevet leder efter, at BOPAs ledelse, herunder "Spræng-Smith", var blevet arresteret samme måned. Erling Andresen blev i august 1944 udpeget til leder af en afdeling med grupper, der havde mistet deres leder, Erik Saxtorph ("Afsnit 8M, Kompagni Bob").
Andresen deltog herefter i bortførelse af 22 bugserfartøjer m.v., industrisabotage og tre likvideringer. Han deltog bl.a. i forhøret og likvideringen af stikkeren Henning Walthing sammen med Thing. Andresen er interviewet om likvideringen af Walthing i Peter Øvig Knudsens bog Efter drabet (Gyldendal 2001).
Den mest omfattende aktion, som Andresen deltog i, var sprængningen af Torotor i Ordrup, som producerede våben for værnemagten. Sabotagen var succesfuld, men ulykkeligvis skød BOPA en dansk brandmand ved en fejltagelse. Andresen beretter: "Ham, der skød brandmanden, var frygtelig ked af det. Men sådan var vilkårene. Og vores informationer fra England var, at hvis ikke vi kunne sprænge Torotor, var de nødt til at bombe fabrikken fra luften, og det ville betyde, at det villakvarter, fabrikken lå i, også ville blive bombet"
Efter krigen blev han ansat på 2. statsadvokat Carl Madsens kontor. Da Madsen senere blev afskediget, nedsatte Andresen sig som advokat i København, hvor han praktiserede indtil 1993.

## Udgivelser
- Frihedskamp: Min tid i BOPA, København: Tiderne Skifter 1995. ISBN 87-7445-656-3
- Ret og Vrang: Erindringer, København: Gyldendal 1997. ISBN 87-00-28780-6